# Tulcea megye

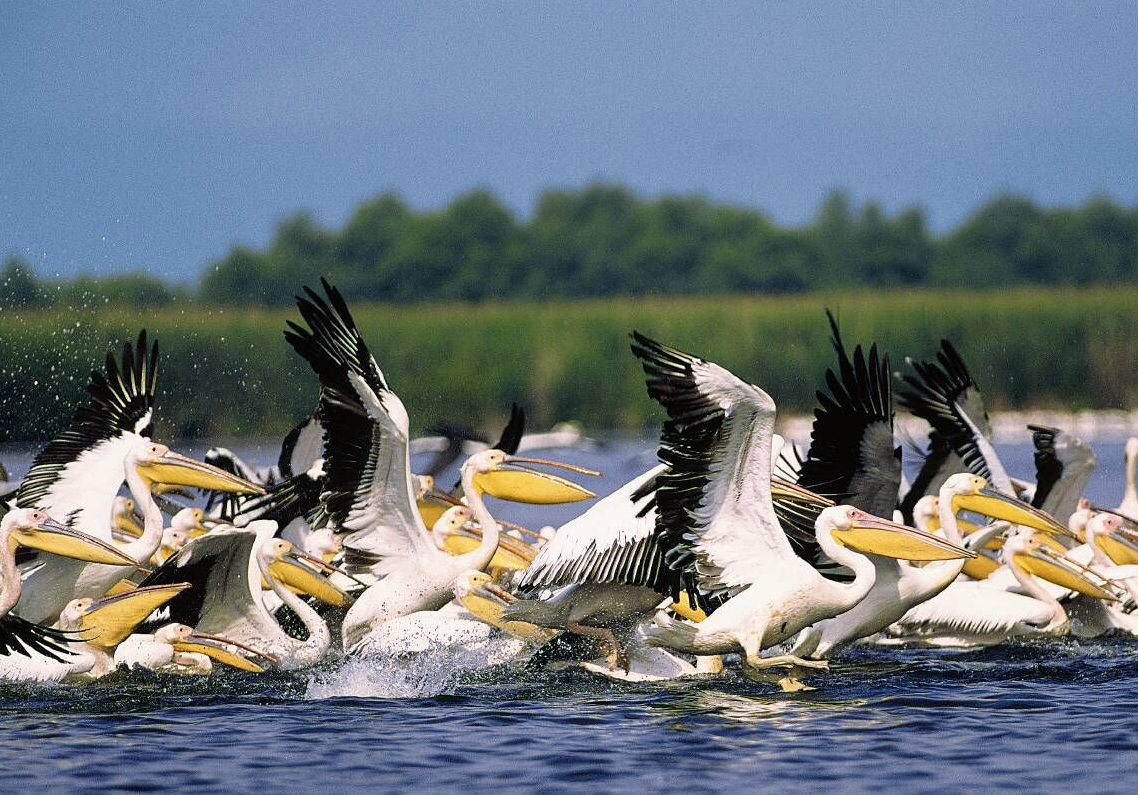
Pelikánok a Duna-deltában

Tulcea megye (magyarul: Tulcsa megye) közigazgatási egység Romániában, a Dobrudzsa régióban, a Duna-delta területén. 8499 km2-es területével Románia 3. legnagyobb megyéje, mely az ország teljes területének mintegy 3,56%-át adja. Emellett közel 193 ezer fős lakosságával Románia legalacsonyabb népességével rendelkező közigazgatási egysége, ezzel az ország népességének 1,01%-ával rendelkezik, népsűrűsége bővel az országos átlag alatt van.
Északról Ukrajna és Galați megye, keletről a Fekete-tenger, délről Constanța megye, nyugatról pedig Brăila megye határolja. Székhelye a "Duna-deltájának kapujának" is becézett Tulcsa, a lenyűgöző természeti tájáról és gazdag biodiverzitásáról nevezetes. Emellett jelentős kulturális és történelmi örökséggel rendelkezik, többek között a római kori Aegyssus erőd maradványaival. Emellett a megye jelentős városai közé tartozik Măcin történelmi jelentőségű városa, közel a Măcin-hegységhez, amely Románia legrégebbi hegysége, Babadag, mely híres az oszmán-kori örökségéről és a Babadag-mecsetről, illetve Sulina, a Duna-delta egyik legfontosabb kikötővárosa, amely az egykori Európai Dunai Bizottság központja volt.
Románia délkeleti részén található, és jelentős részét a Duna-delta foglalja el, amely az UNESCO Világörökség része. A megye északi részén a Măcin-hegység húzódik, amely Románia legrégebbi hegylánca. Délen és nyugaton dombos vidékek és síkságok találhatók, amelyeket a Duna mellékágai és tavak tarkítanak. A megye határos a Fekete-tengerrel, így partvidéke is fontos természeti és gazdasági tényező. Folyóhálózata rendkívül gazdag, a Duna három ága (Chilia, Sulina, Sfântu Gheorghe) és számos mellékága szeli át. A térség különleges ökoszisztémával rendelkezik, amely Európa egyik legnagyobb madárrezervátuma.
Története gazdag és sokrétű, mivel a terület évezredek óta lakott. Az ókorban trák és dák törzsek éltek itt, majd a rómaiak hódították meg, akik megerősítették Aegyssus (mai Tulcsa) városát. A középkorban a vidék a Bolgár Birodalom, a Bizánci Birodalom és a Genovai Köztársaság befolyása alatt állt, később pedig az Oszmán Birodalom uralma alá került (15. századtól). A 19. század végén, az orosz-török háborút követően (1877–1878), Románia függetlenné vált, és Tulcea megyét is visszacsatolták az országhoz. A két világháború során stratégiai szerepet játszott, majd a kommunizmus idején jelentős iparosítás ment végbe. Ma a megye kulturális és turisztikai szempontból is kiemelkedő, különösen a Duna-delta természeti kincsei miatt.

## Nevének eredete
Neve a megyeszékhely, Tulcsa város nevéből származik. A "Tulcea" elnevezés eredete vitatott, de valószínűleg török eredetű.
- Egyes elképzelések szerint a név két török szóból áll: "tul" (tégla) és "cea" (föld).
- Míg Nicolae Iorga történész szerint a "tul" Tula bég török kormányzóra utal, a "cea" végződés pedig hasonló más dobrudzsai településnevekhez, mint például Casimcea, Isaccea vagy Amzacea.

Tulcea megye elhelyezkedése Románia területén

## Címere

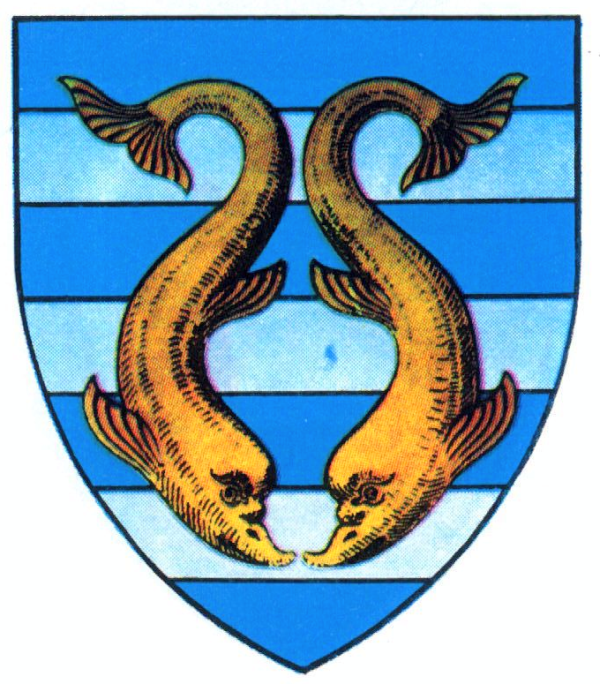
A két világháború között
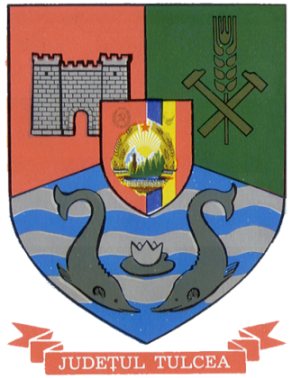
A kommunizmus idején
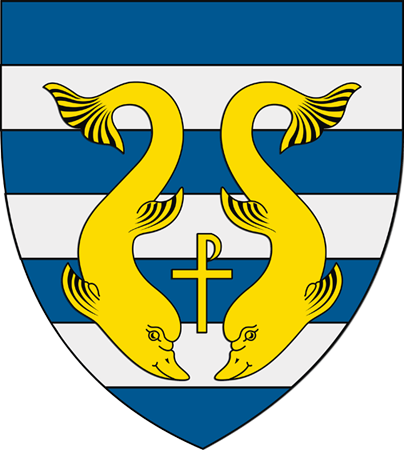
Jelenlegi

## Domborzat
Nyugaton magába foglalja a Dobrudzsai-hegységet, felszínalaktanilag tagolódott része az Észak-Dobrudzsai fennsík (Măcin-hegység) valamint a Közép-Dobrudzsai fennsík, amelyet a Tulceai-, Casimceai- és a Babadagi-fennsík alkot. A megye északkeleti része a Duna deltája, melyet három torkolati ág (Chilia, Sulina és Szent György) oszt résztájakra.

## Éghajlat
Éghajlata kontinentális, nagy hőmérsékleti ingadozások és 11 °C évi középhőmérséklet jellemzi.

## Népesség
A megye népességének alakulása:
- 1948 - 192 228 fő
- 1956 - 223 719 fő
- 1966 - 236 709 fő
- 1977 - 254 531 fő
- 1992 - 270 997 fő
- 2002 - 256 492 fő
- 2011 – 213 083 fő

A 2002-es népszámlálás során a lakosság 92,40% ortodox vallásúnak vallotta magát, ami 237 022 főt jelent. További vallási felekezetek: óritusú keresztény 13 326 fő (5,19%), muzulmán 3 704 fő (1,44%), római katolikus 675 lakos (0,26%), adventista 544 fő (0,21%), baptista 281 lakos (0,10%) és pünkösdi 221 lakos (0,08%).
A Duna-deltában egy jelentősebb lipován és orosz kisebbség él, a megye déli részén pedig jelentős muzulmán vallású közösség található.

## Gazdaság
Az elmúlt évtizedre jellemző a munkanélküliek számának csökkenése, az 1998-as 12,3%-ról 2002-re 9%-ra esett a munkanélküliek aránya a megyében, ez 9208 lakost jelent.

### Ipar
Fő ágazatok: színesfém-, építőanyag-, nádfeldolgozó és élelmiszeripar. Fő ipari központja a megyeközpont, Tulcea.

### Mezőgazdaság
Főbb terményei a búza, kukorica, napraforgó és burgonya, valamint az elmúlt időszakban a kedvező éghajlati feltételek miatt a szőlőtermesztés is komoly fejlődésnek indult. Főként szarvasmarhát, sertést és juhot tenyésztenek.
A hárs- és akácültetvények a méhészet fejlődésének kedveznek
A halászat és vadászat jellegzetes foglalkozási ágazat, amelyre tudatosan építik, az egyre fejlődő turizmust, leginkább a Duna deltájának a térségében.

## Politika
A Tulceai Megyei Tanács jelenlegi elnöke Horia Teodorescu (USL). A 2008-as helyhatósági választásokon a megye lakosai 30 tanácsost választottak meg, a tanácsosi székek három párt között lettek kiosztva:
| Pártok                 | Tanácsosok száma |
| ---------------------- | ---------------- |
| Demokrata Párt         | 15               |
| Szociáldemokrata Párt  | 10               |
| Nemzeti Liberális Párt | 5                |

## Turizmus

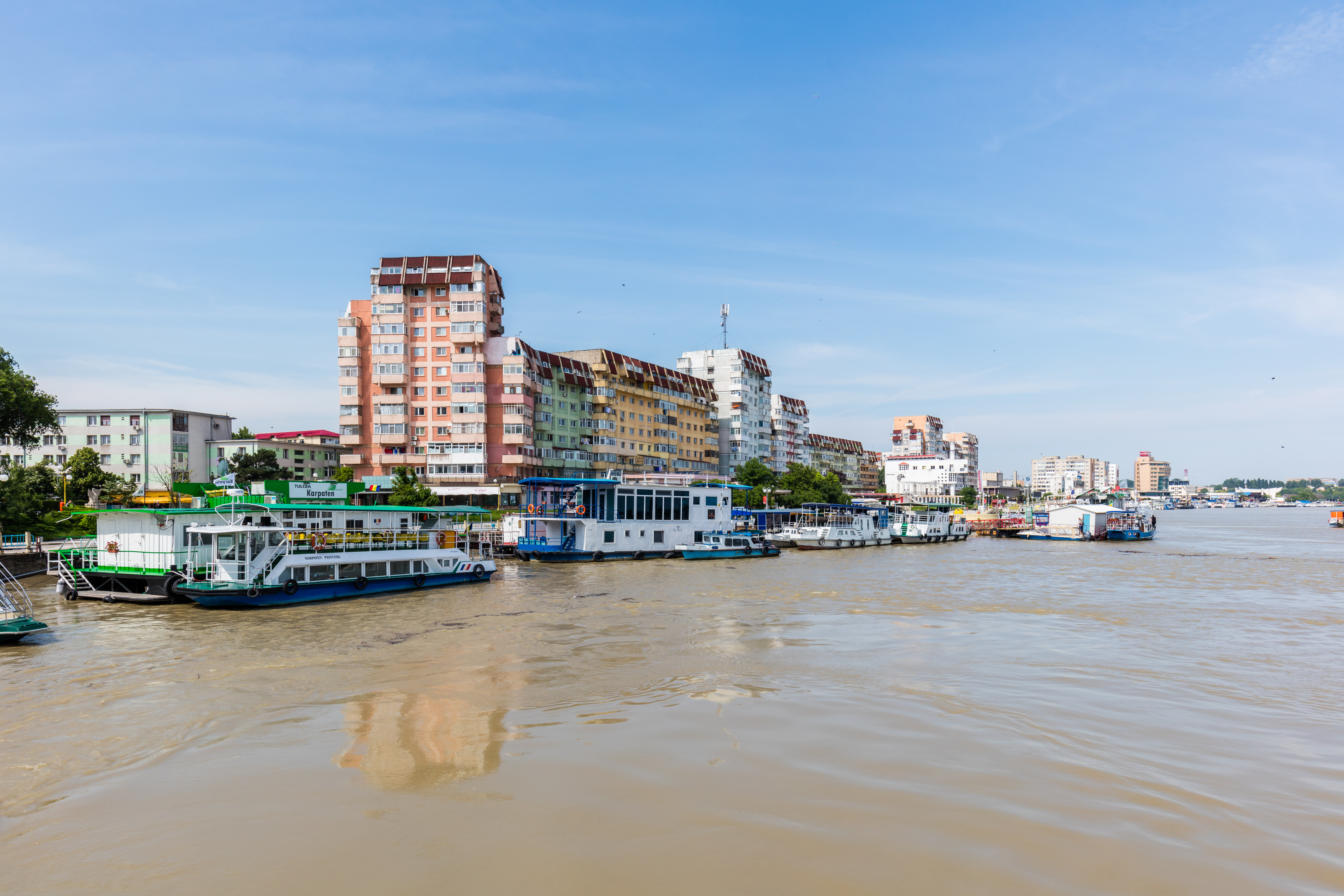
Tulcsa, a megyeszékhely
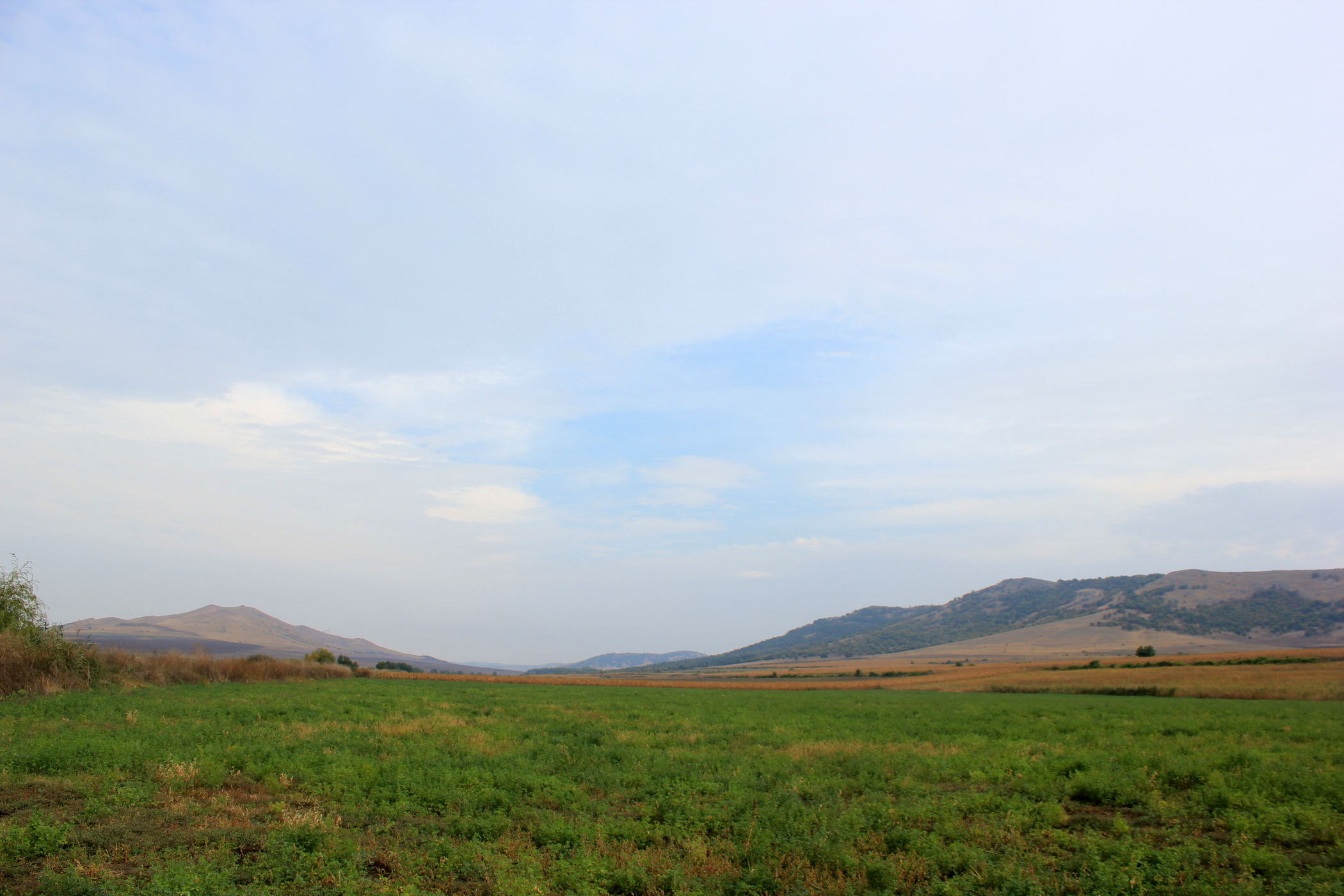
Măcin-hegység Horia közelében
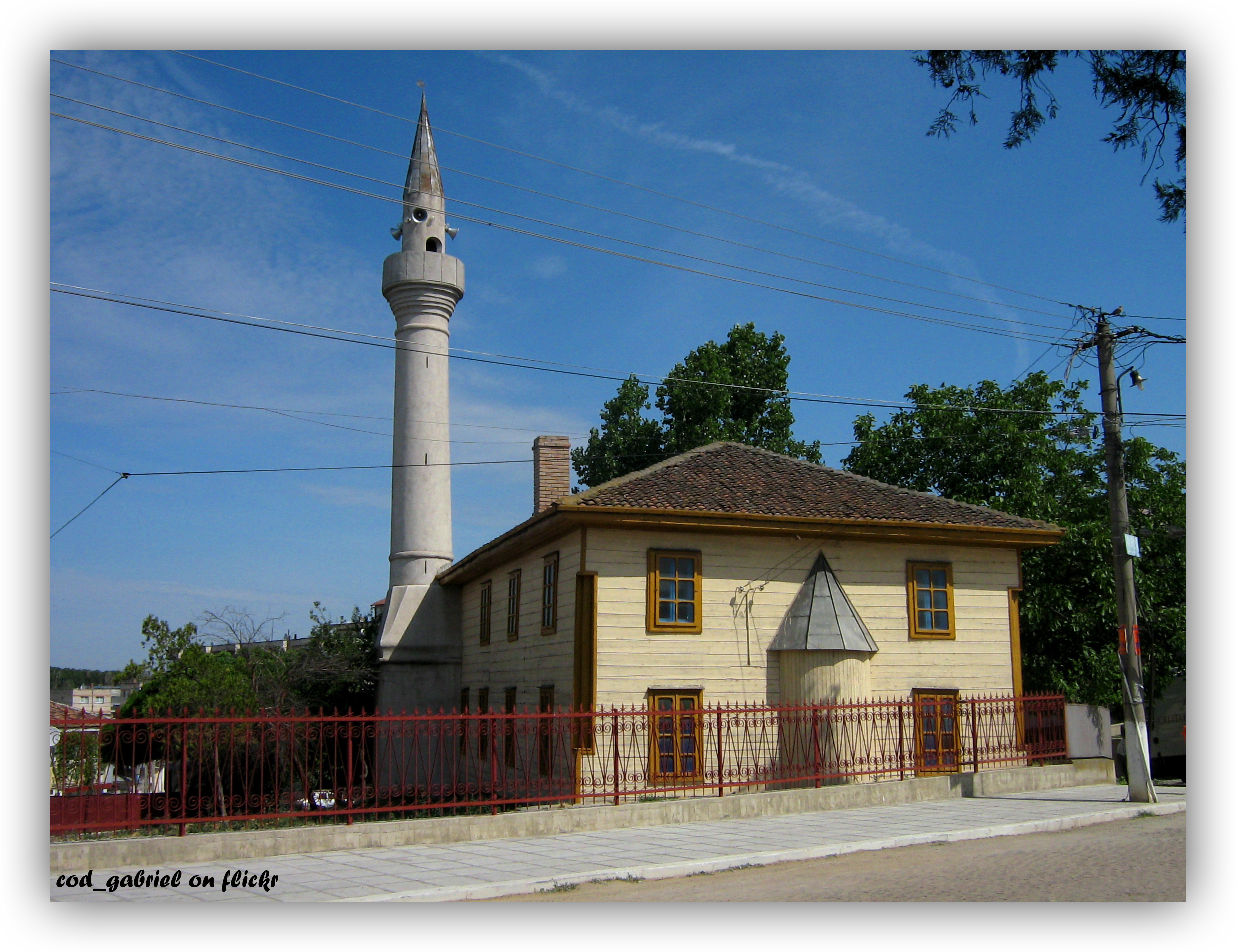
Mestan Aga mecset

## Települések
A megye közigazgatásilag egy municípiumra, 4 városra és 46 községre van osztva (2005).

## Külső hivatkozások
- Etnokulturális Kisebbségek Forrásközpontja
- Földrajzi kislexikon - Dr. Tulogdi János, Kriterion Könyvkiadó, Bukarest, 1976